# Frank McCloskey

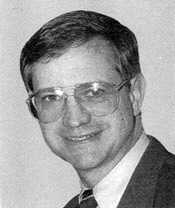
Frank McCloskey

Francis Xavier „Frank“ McCloskey (* 12. Juni 1939 in Philadelphia, Pennsylvania; † 2. November 2003 in Bloomington, Indiana) war ein US-amerikanischer Politiker.
McCloskey diente 1957 bis 1961 in der US Air Force, der er gleich nach der High School beigetreten war. Danach studierte er an der Indiana University in Bloomington und erhielt dort 1968 seinen Bachelor of Arts. An der Law School der Universität bekam er 1971 seinen Juris Doctor. Neben seinem Studium arbeitete McCloskey als Reporter für den Indianapolis Star, den Herald-Telephone in Bloomington und das City News Bureau in Chicago. 1972 bis 1982 übte er das Amt des Bürgermeisters von Bloomington aus.
McCloskey wurde als Demokrat in den Kongress gewählt und vertrat dort den Bundesstaat Indiana vom 3. Januar 1983 bis zum 3. Januar 1995 im US-Repräsentantenhaus. In dieser Zeit reiste er mehrmals nach Bosnien und Herzegowina und setzte sich für dieses Land im Kongress ein. Er starb im November 2003 in seinem Haus in Bloomington nach langer Krankheit an Blasenkrebs. Seine Asche wurde am 10. Februar 2004 mit militärischen Ehren auf dem Nationalfriedhof Arlington beigesetzt.
McCloskey war verheiratet und hatte zwei Kinder, einen Sohn und eine Tochter.